# Nesow
Nesow ist ein Ortsteil der Stadt Rehna im Landkreis Nordwestmecklenburg in Mecklenburg-Vorpommern (Deutschland). 

## Geografie
Nesow liegt zwischen den Kleinstädten Rehna und Gadebusch und erstreckt sich von der Flussaue der Radegast hinauf zu den ca. 50 m höher gelegenen Hügeln in westlicher Richtung. Hier liegt auch ein Teil der Nordsee-Ostsee-Wasserscheide. Großräumig gesehen liegt Nesow etwa auf halbem Wege zwischen Schwerin und Lübeck.
Zu Nesow gehört der Ortsteil Nesow Dorf.

## Geschichte
Am 1. Juli 1950 wurde die bis dahin selbständige Gemeinde Nesow, Hof (auch Hof Nesow) eingegliedert.
Am 25. Mai 2014 wurde Nesow nach Rehna eingemeindet.

## Kultur und Sehenswürdigkeiten
Indikator für die weitgehend intakte Natur um Nesow ist der hier nistende Weißstorch.
Neben einem Gutshaus findet man in der kleinen Gemeinde einen Grabstein der Familie von Bülow.

## Verkehrsanbindung
Direkt an der Bundesstraße 104 gelegen und mit dem Bahnanschluss im benachbarten Rehna verfügt Nesow über eine gute überregionale Verkehrsanbindung.